# Tayshaneta myopica
Tayshaneta myopica är en spindelart som först beskrevs av Willis J. Gertsch 1974.  Neoleptoneta myopica ingår i släktet Tayshaneta, och familjen Leptonetidae. IUCN kategoriserar arten globalt som otillräckligt studerad. Inga underarter finns listade. Artens utbredningsområde anges till USA.
Tayshaneta myopica hette tidigare Neoletoneta myopica men arten har flyttats till släktet Tayshaneta.